# Inčukalna pagasts
Inčukalna pagasts er en territorial enhed i Inčukalna novads i Letland. Pagasten havde 4.511 indbyggere i 2010 og omfatter et areal på 107,10 kvadratkilometer. Hovedbyen i pagasten er Inčukalns.